# 腹部冲击
腹部冲击（英語：Abdominal thrusts），又名哈姆立克急救法或哈姆立克法（Heimlich Manoeuvre），是一种清除上呼吸道異物堵塞（噎）的急救方法。「哈姆立克法」得名于美國醫師亨利·哈姆立克（Henry Heimlich）博士，他在1974年首次向大眾講解了这种方法。
腹部冲击的施加需要一位急救者站在病人后方，用手向橫膈膜施加压力，压缩肺部，使异物排出气管。
包括美国心脏协会、美國紅十字會和歐洲搶救委員會等大多数现代的急救守则建议对于气管阻塞分几个阶段来抢救，旨在施加逐步增强的压力。这些守则的建议先让受害者咳，然后猛力拍打背部，并最终施行腹部冲击或者胸部冲击作为最后手段。一些守则还建议之间轮流进行腹部冲击和背部拍打。

## 历史

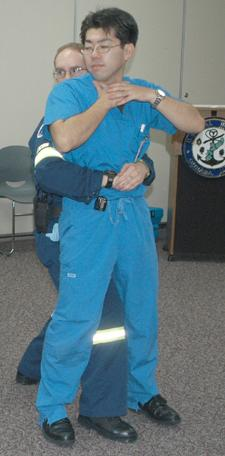
这是一个腹部冲击的示范，一人示范出「窒息的一般征兆」，另一人示范「腹部冲击」

亨利·哈姆立克以宣传腹部冲击法而闻名，声称异物卡入气管时，背部拍打会导致死亡。1982年，哈姆立克资助了耶鲁大学的戴、杜布瓦、克雷林的研究，其说服了美国心脏协会取消背部拍打为处理窒息的方法。根据马约诊所和美国心脏协会的罗杰·怀特医生所述：“这一点也不科学。 哈姆立克用他漂亮的策略和恐吓压倒了科学，所有人，包括我们在美国心脏协会的，都屈服了。」
1985年到2005年，腹部冲击是美国心脏协会与美國紅十字會发布的指导方针中唯一推荐的处理窒息的方法。2006年，这两个组织皆改变了标准，“降级”了该方法。对于有意识的受害者，新的标准建议首先应拍打背部；如果这种方法无法清除气管阻塞，救援人员才应使用腹部冲击。对于无意识的受害者，新准则建议使用胸部冲击。
馬約診所與歐洲搶救委員會建议，在严重呼吸道阻塞时，应交替操作五次背部拍打、五次腹部冲击。
在某些地区，例如澳大利亚，当局认为没有足够的科学证据支持使用腹部冲击，在急救时并不推荐使用。相反，建议使用胸部冲击。
亨利·哈姆立克同时还提倡将腹部冲击作为处理溺水和哮喘的方法。红十字会现在质疑他对于腹部冲击能帮助溺水和哮喘发作患者的断言。哈姆立克研究所已停止在其网站上提倡用哈姆立克腹部冲击法来急救溺水者。他的儿子，彼得·M·哈姆立克声称在1974年8月，他父亲发表了第一套虚假的报道，以便于促进腹部冲击对于急救溺水者的使用。 2005年，美国心脏协会对于溺水的救援的准则不再引用哈姆立克的文章，并且警告说使用哈姆立克腹部冲击法对于溺水的救援是未经证实的和危险的，由于其有可能会因为呕吐而导致窒息。
在2016年5月，媒體报道高齡96歲的亨利·哈姆立克本人使用腹部冲击，在辛辛那提拯救了他养老院的院友，同時也是哈姆立克本人第二次施用此術。

## 窒息的一般征兆
窒息者通常无法说话，甚至无法发出声音。窒息的一般征兆为无法呼吸的患者做出无声的指示，包括将双手放在自己喉咙上以及臉部出現恐慌表情，同时设法吸引能帮助的人的注意。

## 技巧
腹部冲击的施加需要一位急救者站在病人后方，用他的手向横膈膜施加压力。这个方法会压缩肺部，在异物上施加压力，将其排出气管。这相当于一个人为导致的咳嗽。例如，韦伯麦德公司（WebMD）建议救援人员将他的拳头放置在窒息者的肚脐上方，然后用另一只手握住这只手。如要帮助体型较胖的人，可能需要施加更大的力量。馬約診所建议在冲击时拳与手应在相同的位置，就如同将此人抱起一样。
如果受害者不是直立，美国國立衛生研究院建议将此人平躺，然后骑坐在躯干上冲击胸部。
有自我意识的窒息者有可能在无人帮助的情况下在自己身上施行腹部冲击。国家卫生研究院对于儿童和一岁以下的婴儿有不同的施行程序。
由于腹部冲击在施行时会有较强的力施加在窒息者上，即使正确地施行，腹部冲击仍然可能伤害被施加者。极有可能出现腹部瘀伤，更严重的伤害也可能发生，包括剑突软骨或肋骨的骨折。